# Брекспипразол
Брекспипразол — атипичный антипсихотик, используемый для лечения большого депрессивного расстройства, шизофрении и возбуждения при деменции, вызванной болезнью Альцгеймера.
Наиболее распространенные побочные эффекты — акатизия и увеличение веса. Для людей с возбуждением, вызванным болезнью Альцгеймера, частыми побочными эффектами являются головная боль, головокружение, инфекция мочевыводящих путей, фарингит и нарушения сна (сонливость или бессонница).
Брекспипразол разработан компаниями Otsuka и Lundbeck и является преемником арипипразола (Aбилифай). Брекспипразол — первое лекарство, одобренное Управлением по контролю за продуктами и лекарствами (FDA) для лечения ажитации, связанной с деменцией, вызванной болезнью Альцгеймера.

## Медицинское применение
В США и Канаде брекспипразол показан в качестве дополнительной терапии к антидепрессантам для лечения большого депрессивного расстройства и шизофрении. В мае 2023 года в США показания к применению брекспипразола были расширены и теперь включают лечение ажитации, вызванной болезнью Альцгеймера.

## Побочные эффекты
Наиболее распространенными побочными эффектами, вызванных применением брекспипразола, были инфекции верхних дыхательных путей (6,9 %) акатизия (6,6 %), увеличение веса (6,3 %) и назофарингит (5,0 %). Брекспипразол может вызвать нарушение контроля импульсов.

## Фармакология

### Фармакодинамика
Брекспипразол действует как частичный агонист серотонинового 5-HT 1A рецептора и дофаминовых D 2 и D 3 рецепторов. Частичные агонисты обладают как блокирующими, так и стимулирующими свойствами в отношении рецептора, с которым они связываются. Брекспипразол оказывает большее блокирующее и меньшее стимулирующее действие на дофаминовые рецепторы, чем его предшественник арипипразол, что может снижать риск возникновения ажитации и беспокойства. В частности, если арипипразол имеет агонистический эффект на рецепторы D2 в 60 %+, а брекспипразол имеет агонистический эффект для этих же рецепторов около 45 %. Это означает, что арипипразол активирует дофаминовые рецепторы при низких дозах, а блокада достигается при высоких дозах. Брекспипразол же имеет обратный эффект, считается, что его меньшая внутренняя активность приводит к раннему подавлению моторных побочных эффектов при низких дозах, что объясняется его частично-агонистическими свойствами.
Брекспипразол имеет высокое сродство к рецепторам 5-HT 1A, действуя как мощный антагонист рецепторов 5-HT 2A, и частичный агонист дофаминовых D2-рецепторам, который обладает более низкой внутренней активностью по сравнению с арипипразолом. Характеристика брекспипразола in vivo показывает, что он может действовать как почти полный агонист рецептора 5- HT1A. Это обуславливает меньший потенциал вызывать возникающие во время лечения двигательные расстройства, возникающие из-за нисходящего выброса дофамина, который запускается агонизмом рецепторов 5-HT 1A. Лекарство также является антагонистом серотониновых рецепторов 5- HT2A, 5- HT2B и 5- HT7, что способствует антидепрессивному эффекту. Также он блокирует α <sub id="mwAqU">1A</sub> -, α <sub id="mwAqc">1B</sub> -, α <sub id="mwAqk">1D</sub> — и α <sub id="mwAqs">2C</sub> -адренорецепторы. Препарат обладает незначительным сродством к мускариновым ацетилхолиновым рецепторам, вследствие чего не оказывает антихолинергического действия. Хоть брекспипразол имеет меньшее сродство к H1-гистаминовым рецепторами в сравнении с арипипразолом, может наблюдаться увеличение веса.

## История

### Клинические испытания
Брекспипразол проходил клинические испытания в качестве дополнительной терапии при лечении большого депрессивного расстройства, синдрома дефицита внимания и гиперактивности у взрослых, биполярного расстройства, шизофрении и ажитации, связанной с деменцией вследствие болезни Альцгеймера.